# Евполія (дружина Архідама II)
Евполія (дав.-гр. Εὐπωλία; V ст. до н. е.) — друга дружина спартанського царя Архідама II, матір царя Агесілая II, наварха Телевтія та першої жінки яка перемогла на Олімпійських іграх — Киніски.

## Життєпис
Давньогрецький історик Плутарх стверджував, що Евполія була дочкою Мелесіппіда, якого дослідники відносять до аристократичного, але не царського роду. Приблизно у 445 році до нашої ери Евполія виходить заміж за спартанського царя з династії Евріпонтидів — Архідама II. Це був вже другий шлюб монарха, від першої дружини Лампіто він вже мав сина Агіса II. За свідченням Теофраста, ефори були невдоволені вибором царя через малий зріст нареченої, «бо вона буде народжувати нам не царів, а царьків» і наклали на Архідама II штраф. Дослідник Стівен Ходкінсон припускав, що на час одруження Евполії було не менше 18 років і вважав одруження царя з представницею заможного роду класичним прикладом династичного шлюбу. У подружжя народився майбутній цар Агесілай II та Киніска — перша жінка олімпіонік. Існує версія, що Киніска була дочкою Архідама II від його першої дружини — Лампіто. Однак, історик Дональд Кайл зазначав, що материнство Евполії більш ймовірне.
На час смерті чоловіка, Евполії було не більше 36 років. Через те, що вона була ще в фертильному віці та володіла значними статками, то за спартанськими традиціями, була вимушена вийти заміж вдруге. Як заможна вдова, вона могла сама вибрати собі чоловіка, цим пояснюється, що її нареченим став бідний спартанець Теодор. Однак, цей шлюб був незвичний для тодішньої Спарти, бо від жінок очікувалося, що вони будуть одружуватися з представниками свого соціального статусу. Стівен Ходкінсон вказував, що однією з причин такого шлюбу могло бути те, що Евполію вважали поганою парою через низький зріст. Її син Агесілай II міг успадкувати від матері свою низькорослість та кульгавість, хоча існує версія, що кульгавим він став у дитинстві внаслідок нещасного випадку. Припускається, що Агесілай II не міг змиритися з нерівним шлюбом матері й саме тому відав своїм родичам з її сторони половину статку наслідуваного від зведеного брата Агіса II. У другому шлюбі народився син Телевтій — спартанський наварх, учасник Коринфської війни.

## Етимологія імені
Давньогрецьке ім'я Евполія (дав.-гр. Εὐπωλία) перекладається як «багата лошатами». Як зазначав дослідник Стівен Ходкінсон, «конячі» корені в іменах Евполії та її батька Мелесіппіда, дав.-гр. πώλος — лоша та дав.-гр. ἵππος — кінь, вказують на їх аристократичне походження.
На думку дослідниці Сари Померой, конячі мотиви в імені Евполії і її жіночих нащадків вказують на те, що всі вони цікавилися наїздництвом. Зокрема, дочка Евполії — Киніска, двічі перемагала на Олімпійських іграх в перегонах колісниць, ставши першою жінкою олімпіоніком. Історик Дональд Кайл назвав це припущення спекулятивним і вважав, що «конячі» імена могли давати дочкам батьки з впливових, але не царських родів, щоб показати свої амбіції. А син Евполії — цар Агесілай II, назвав дочок Евполією та Пролітою, не через популярність наїздництва у жінок, а тому що слідкував сімейним традиціям.

### Коментар
1. ↑  Сама Киніска колісницею не керувала, бо жінкам було заборонено бути присутніми на Олімпійських іграх. Однак, переможцем вважався не візниця, а власник колісниці.